# Воробьёв, Алексей Валерьевич
Алексе́й Вале́рьевич Воробьёв (род. 13 февраля 1973, СССР) — российский журналист, теле- и радиоведущий, медиаменеджер, главный редактор радиостанции «Коммерсантъ FM» (2012—2013, с 2016). В прошлом — сотрудник телеканалов ТВ-6 (1999—2002), ТВС (2002—2003), RTVi (2003—2008) и заместитель главного редактора «Эха Москвы».
Лауреат Всероссийского конкурса работников электронных СМИ.

## Биография
Алексей Воробьёв родился 13 февраля 1973 года. 
В 1996 году окончил с отличием факультет информатики и систем управления Московского государственного технического университета (МГТУ) им. Н. Э. Баумана. Защитил дипломную работу на тему «Разработка параллельной численной процедуры синтеза линейной системы управления при ограничениях по модулю в пространстве состояний на базе транспьютеров Т805».
С 1993 по 1996 год работал корреспондентом агентства Интерфакс.
С 1996 года работает на телевидении. Изначально — сотрудник НТВ, корреспондент в экономических новостях. Затем работал на телеканале РТР. 
С 1999 по 2001 год работал ведущим в утренней программе «День за днём» как ведущий рубрик «Финансы» и «Шкала новостей» на телеканале «ТВ-6». Руководитель утреннего информационного вещания ТВ-6.
С сентября 2001 по январь 2002 года — ведущий утренних выпусков программы «Сейчас» на телеканале «ТВ-6».
С июня 2002 по июнь 2003 года — ведущий дневных выпусков программы «Новости» на телеканале ТВС.
С 2003 по 2009 год — ведущий радиостанции «Эхо Москвы». Автор и руководитель совместного телевизионного проекта «Окно в Европу» Еврокомиссии и RTVi. С 2006 года — заместитель главного редактора «Эха Москвы». С 2003 по 2008 год также вёл информационные выпуски «Сейчас в России» на RTVi. В декабре 2009 года покинул занимаемую должность. Алексей Венедиктов назвал уход Воробьёва с Эха «большой потерей». 
На «Коммерсантъ FM» Алексей Воробьёв работал с момента основания радиостанции, в 2009—2012 годах — первый заместитель главного редактора.
С 2010 года — первый заместитель главного редактора радиостанции Коммерсантъ FM. С июля 2012 по март 2013 года — главный редактор радиостанции. 4 марта 2013 года написал заявление об освобождении с поста главного редактора радиостанции «Коммерсантъ FM». 
С мая 2013 по июнь 2014 года — главный редактор радиостанции «Вести» (Украина).
С июня 2014 по 2015 год — руководитель Службы ТАСС Аудио.
С июля 2016 по настоящее время снова является главным редактором радиостанции «Коммерсантъ FM».

## Награды и премии
- Премия Правительства Российской Федерации 2013 года в области средств массовой информации (17 декабря 2013 года) — за организацию вещания радиостанции «Коммерсант FM»[21].
- Национальная премия «Медиа-менеджер России — 2015» в номинации «Отраслевые партнёры» (2 июля 2015 года) — за создание и развитие ТАСС Аудио[22].
- Национальная премия «Медиа-менеджер России — 2018» в номинации «Электронные СМИ» и категории «Федеральные радиостанции» (5 июля 2018 года) — за эффективное управление, привёдшее к значительному росту аудиторных показателей радиостанции[23].